# جان (اسم تركي)
جان (ويكتب باللغة التركية Can) هو اسم ولقب تركي وأذربيجاني وشركسي شائع، ويعني الروح أو الحياة أو الروح أو القلب. انها كلمة مستعارة و مشتقة من الكلمة الفارسية جان بينما يشتق الاستخدام الشركسي من الكلمة الشركسية جانبرك. في اللغة التركية، يُنطق اسم Can بشكل مشابه للاسم الإنجليزي الشائع John . Džan هو البديل المستخدم في البوسنة والهرسك.

## شخصيات تحمل اسم جان التركي

### كاسم اول
- جان أكين (مواليد 1983)، لاعب كرة سلة تركي
- جان أرات (مواليد 1984)، لاعب كرة قدم تركي
- جان أرتام (مواليد 1981)، سائق سيارة سباق تركي
- جان أتيلا (مواليد 1969)، ملحن وموسيقي تركي
- جان أيفاز أوغلو (مواليد 1979)، لاعب كرة طائرة تركي
- جان بارتو (1936–2019)، لاعب كرة سلة ولاعب كرة قدم وكاتب عمود تركي
- جان بونومو (مواليد 1987)، مغني بوب تركي
- جان دوندار (من مواليد 1961)، صحفي وكاتب عمود ومخرج وثائقي تركي
- جان إمري يوسيل (مواليد 1983)، لاعب كرة قدم تركي
- جان إرديم (مواليد 1987)، لاعب كرة قدم تركي
- جان إرجينكان (مواليد 1972)، سباح أمريكي من أصل تركي
- كان كيم هوا ، لاعب بوكر محترف من أصل فيتنامي
- جان كوركماز (مواليد 1992)، لاعب كرة سلة تركي
- جان مكسيم موتاف (مواليد 1991)، لاعب كرة سلة تركي
- جان أونجو (مواليد 2003) هو متسابق دراجات نارية تركي
- جان ثيمبا (1924–68)، كاتب قصة قصيرة من جنوب أفريقيا
- كان توغاي (مواليد 1955)، مخرج أفلام مجري
- جان يوجيل (1926–1999)، شاعر تركي
- جان يامان ، ممثل تركي

### كاسم اوسط
- جوشكون جان أكتان (مواليد 1963)، أستاذ اقتصاد تركي
- عاصم جان غوندوز (1955–2016)، عازف جيتار تركي لموسيقى الروك والبلوز المعروف ايضا باسم "جون اوسوم"
- أيوب جان صاغليك، المعروف باسم أيوب جان (مواليد 1973)، صحفي تركي.
- عمر جان سوكولو (مواليد 1988)، لاعب كرة قدم تركي
- بهتيار جان فانلي (مواليد 1962)، مدرب كرة قدم ألماني تركي

## كاسم عائلة
- جيم كان (مواليد 1981)، لاعب كرة قدم تركي
- جيهان كان (مواليد 1986)، لاعب كرة قدم تركي
- تشيديم جان راسنا (مواليد 1976)، لاعبة كرة طائرة تركية
- ديريا كان جوسين ، غواصة تركية حاصلة على الرقم القياسي العالمي
- إيمري تشان (مواليد 1994)، لاعب كرة قدم ألماني من أصل تركي
- إمري تشان (لاعب شطرنج) (مواليد 1990)، لاعب شطرنج تركي كبير
- إرديم جان (مواليد 1980)، مدرب كرة سلة تركي
- إركان جان (مواليد 1958)، ممثل سينمائي ومسرحي تركي
- أيوب كان (ملاكم) (مواليد 1964)، ملاكم تركي
- ميليسا كان (مواليد 1984)، لاعبة كرة سلة تركية أمريكية المولد
- مصطفى جان (مواليد 1969)، كاتب وصحفي سويدي من أصل كردي
- مسلم جان (مواليد 1975)، لاعب كرة قدم ألماني من أصل تركي
- عثمان جان ، قاضي تركي
- سيبل جان (مواليد 1970)، مغنية شعبية تركية
- شينول كان (مواليد 1983)، لاعب كرة قدم تركي
- ياسمين كان (مواليد 1996)، عداءة مسافات طويلة تركية من أصل كيني